# Persona 4 Arena
Persona 4 Arena (яп. ペルソナ4 ジ・アルティメット イン マヨナカアリーナ, кириліз.: Перусона Фо: Джі Арутіметто Ін Майонака Аріна) — японська відеогра в жанрі файтингу, розроблена спільно студіями Arc System Works і P-Studio та видана компанією Atlus для аркадних автоматів, PlayStation 3 і Xbox 360. Гра є спінофом серії Persona, яка, своєю чергою, входить до франшизи Megami Tensei. В Японії та Північній Америці гру випустила Atlus у 2012 році, а в Європі — Zen United у 2013 році. Ігровий процес відповідає класичним канонам жанру файтингу: бої відбуваються між двома персонажами, кожен з яких має унікальний набір прийомів і спеціальні здібності, що потребують витрат ресурсів. Сюжет подається у форматі візуальної новели.

## Ігровий процес
Persona 4 Arena — це двовимірний файтинг, у якому гравці керують персонажами з Persona 3 і Persona 4. Бої поєднуються з сюжетом у режимі «Історія», що подається у форматі візуальної новели, а також доступні тренування, випробування, аркадні бої та мультиплеєр — як локальний, так і онлайновий. У бою можна атакувати як самим персонажем, так і викликати Персону. Гра включає спецатаки, статусні ефекти та унікальні механіки на кшталт «Миттєвого вбивства» та режиму «Пробудження», що активується при малій кількості здоров’я.

## Розробка
Ідея створити Persona 4 Arena виникла з бажання Atlus розширити серію Persona за межі жанру рольових ігор, щоб охопити ширшу аудиторію. Продюсер Кацура Хашіно, дизайнер персонажів Шіґенорі Соеджіма та продюсер Кадзухіса Вада поділяли захоплення жанром файтингів, тож вирішили створити спіноф у цьому форматі. Для розробки звернулися до Arc System Works — авторів серії BlazBlue, — які стали повноцінними співрозробниками разом із командою Persona. Розробка почалася у 2010 році, ставши першим спільним проєктом Atlus з іншою студією. Arc System Works відповідала за ігролад, тоді як Atlus займалась сюжетом і візуальним стилем. Сценарій, що слугує канонічним продовженням Persona 4, написав Теппей Кобаяші, а режисурою займався Юічіро Танака. До гри було додано нових персонажів, зокрема Лабрис, яка вперше згадувалась в аудіодрамі до Persona 3. Для неї спеціально підібрали кансайський діалект, щоб зробити образ більш унікальним. Над дизайном працювали Соеджіма та художниця Ханако Орібе, а анімаційні вставки створила студія Madhouse. Саундтрек написав Ацуші Кітажьо з використанням мотивів Шьоджі Меґуро, а вступну пісню виконала Юмі Кавамура — вокалістка Persona 3.